# Fivelzicht
Fivelzicht (na 1939: Fivelzigt) is een voormalig waterschap in de provincie Groningen.
Het schap lag ten westen van Delfzijl, tussen het Damsterdiep en de spoorlijn Groningen - Delfzijl in. De polder had een iets driehoekige vorm en lag te weerszijden van de wegen de Hoefsmederij en de Erwtenkamp in de wijk Fivelzigt. De molen sloeg uit op het Damsterdiep en stond op de plek waar de weg Zeel het diep snijdt. 
Waterstaatkundig gezien ligt het gebied sinds 2000 binnen dat van het waterschap Noorderzijlvest.